# 예브게니 쿠즈네초프 (1961년생 축구인)
예브게니 보리소비치 쿠즈네초프(러시아어: Евге́ний Бори́сович Кузнецо́в, 1961년 8월 30일~)는 소련과 러시아의 축구인으로 선수 시절 포지션은 미드필더였다. 1996년 K리그의 전남 드래곤즈에서 활동한 바 있으며 K리그 등록명은 구즈노프이다.

## 구단 경력
1980년 소비에트 퍼스트리그의 FC 신니크 야로슬라블에서 프로 선수 경력을 시작했다. 소련의 신니크 야로슬라블, FC 스파르타크 모스크바, 스웨덴의 IFK 노르셰핑, 셸레프테오 FF, 외스테르스 IF, 미엘뷔 AIF와 칼스크로나 AIF, 러시아의 로코모티프 모스크바, K리그의 전남 드래곤즈에서 활동했다.

## 국가대표팀 경력
쿠즈네초프는 1988년 하계 올림픽에서 1988년 하계 올림픽 축구에 출전하는 소련 올림픽 축구 국가대표팀에 선발되어 대표팀의 주장을 담당했고 올림픽 축구 금메달을 획득했다.

## 지도자 경력
1999년 칼스크로나 AIF의 선수 겸 감독으로 선임되며 지도자 경력을 시작했다. 2001년부터 2003년까지 외스테르스 IF의 감독을 역임했고 2004년 안지 마하치칼라의 감독을 역임했으며 2008년부터 2009년까지 외스테르스의 감독을 역임했다.

## 수상 내역
스파르타크 모스크바
- 소비에트 톱리그: 1987, 1989
- 소비에트 톱리그 준우승: 1983, 1984, 1985
- 소비에트 톱리그 동메달: 1982, 1986

 로코모티프 모스크바
- 러시아 컵: 1995-96

 IFK 노르셰핑
- 스벤스카 쿠펜: 1990-91

 소련 올림픽 축구 국가대표팀
- 올림픽 축구 금메달: 1988